# 切希爾縣
切希尔縣（英語：Cheshire County）是美国新罕布什爾州西南部的一個郡，西鄰佛蒙特州，南鄰麻薩諸塞州，面積1,888平方公里。根據2020年美國人口普查，共有人口76,458人。縣治基恩（Keene）。該縣成立於1769年，是最早成立的五個縣之一。縣名來自英国同樣盛產乾酪的柴郡。